# Batalla de Abay
La batalla de Avay (o Abay, Avaí, Avaý, Abaý, Abaí o Abahí), librada el 11 de diciembre de 1868, fue la segunda de las grandes batallas de la campaña del Pikysyry, llamada Dezembrada por los brasileños, durante la guerra de la Triple Alianza.

## Antecedentes
En marzo de 1868 el grueso de las fuerzas paraguayas abandonó la fortaleza de Humaitá para organizar una línea de defensa en la margen derecha del río Tebicuary. Mientras el 2.º Cuerpo del Ejército brasileño iniciaba el asedio a Humaitá, defendida por el coronel Francisco Martínez, el 1.º y 3.º Cuerpos del Ejército de Brasil y una división uruguaya, bajó las órdenes de Luis Alves de Lima e Silva, marqués de Caxias, iniciaron con lentitud la persecución del ejército paraguayo al mando del mariscal Francisco Solano López.
Francisco Solano López abandonó su nueva posición y decidió replegarse rumbo a Asunción del Paraguay para defender la línea del arroyo Pikisirí, a 130 km al sur de Asunción y 200 al norte de Humaitá, estableciendo su nuevo cuartel general en Lomas Valentinas.
La inexplicable demora de Caxias permitió a López fortificar la línea del Pikisirí. Finalmente el 3.º Cuerpo brasileño inició el avance mientras que por el río subió una división de la escuadra para acompañar la marcha.
Por su parte, el Ejército Argentino al mando del general Juan Andrés Gelly y Obes fue autorizado a marchar al nuevo frente acampando en Palmar, frente a las líneas enemigas.
Tanto Caxias como Gelly y Obes descartaron un asalto frontal sobre la línea del Pikisirí y plantearon maniobras de flanqueo. El general argentino, priorizando la rapidez en las operaciones proponía mantener una división en Palmas aferrando el frente paraguayo mientras el grueso se trasladaba río arriba a San Antonio desde donde marcharía al sur. Caxias temía enfrentar el paso fortificado de Angostura por lo que se decidió a efectuar un amplio flanqueo por el este, el que sería acompañado por un desembarco pero como acción secundaria y arriesgando fuerzas menores.
Tras improvisar en 23 días una carretera con troncos de palma, el grueso de las tropas fue conducido por el Chaco hacia el norte a través de esteros, lagunas y arroyos, y en pleno periodo de lluvias. Mientras tanto, los acorazados forzaron sin inconvenientes el paso de Angostura y desembarcaron sus tropas en San Antonio donde permanecieron en espera de la división que avanzaba por el Chaco, la cual arribó el 4 de diciembre.
Las fuerzas expedicionarias estaban divididas en tres Cuerpos, el I al mando de Jacintho Machado Bittencourt, el II al mando del mariscal Alejandro Gomes de Argolo Ferrão (o Argollo), y el III al de Manuel Luis Osório (1808-1879), marqués do Herval. También desembarcó el marqués de Caxias, quien instaló su puesto de mando en San Antonio.
El 6 de diciembre de 1868 la vanguardia paraguaya al mando del general Bernardino Caballero se enfrentó en la batalla de Itororó a las fuerzas del Imperio del Brasil y tras una dura lucha con fuertes pérdidas para ambos bandos consiguió replegarse en orden hacia Villeta, pasó el arroyo Ypané y se situó sobre un vado de difícil acceso, donde dio descanso a sus tropas.
Caxias, cuyas fuerzas había recibido un duro castigo en el desfiladero, no persiguió a Caballero y el día 6 de diciembre dio descanso a las tropas.

## Movimientos previos

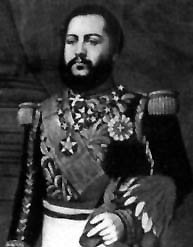
Francisco Solano López.

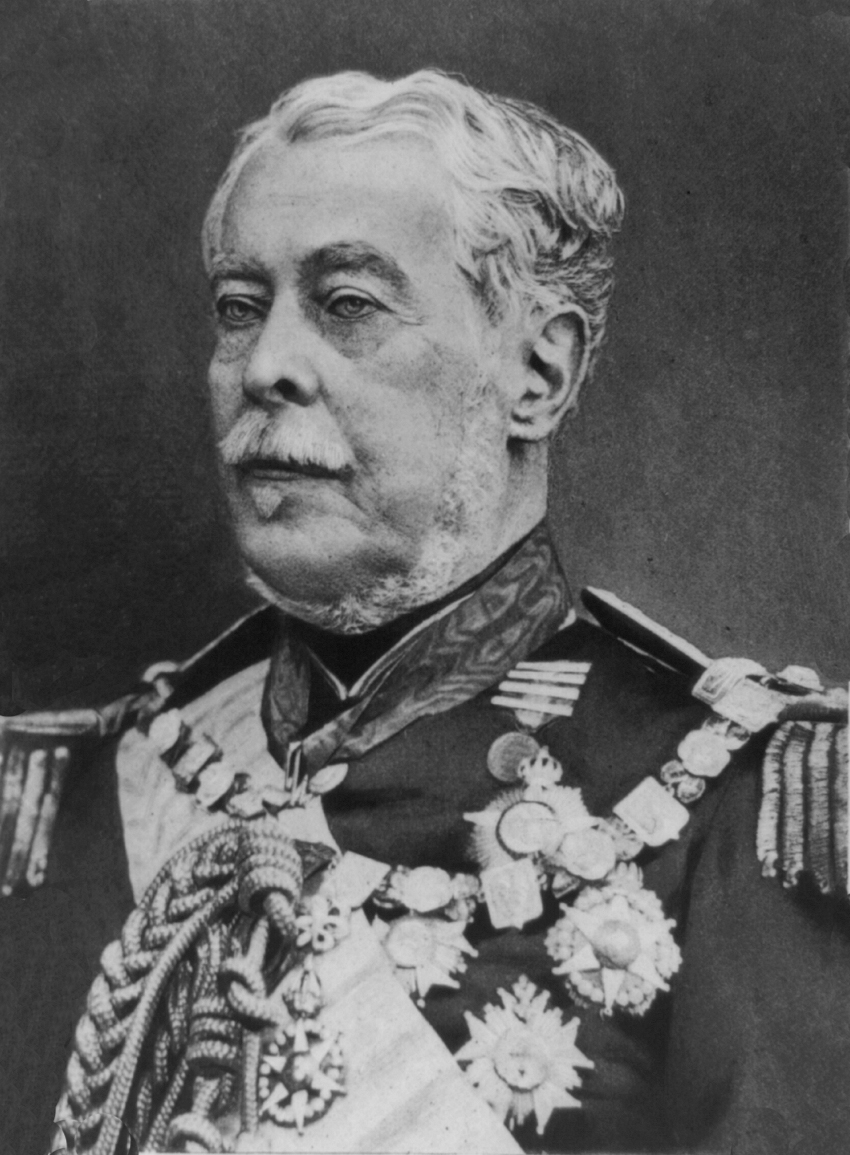
Luis Alves de Lima e Silva, marqués de Caxias.

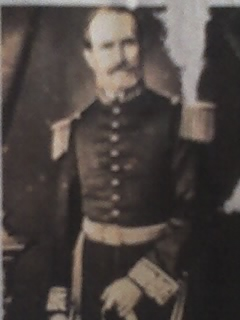
General Juan Andrés Gelly y Obes

Las tropas paraguayas permanecían acampadas sobre el camino de Villeta y en posición ventajosa, a la vista de la vanguardia brasilera, lo que hacía suponer que intentarían defender el paso del arroyo Ipané.
Caxias resolvió efectuar una marcha de flanco sobre la derecha de Caballero para obligarlo a un cambio de frente y aislarlo para lo que el día 7 de diciembre hizo contramarchar hacia el este al 3.º y 2.º cuerpo. Mientras que el primer cuerpo a las órdenes del general José Luis Mena Barreto permanecía enfrentando las posiciones paraguayas, el grueso (21 000 hombres con 3000 caballos) siguió el camino que a Capiatá hasta su cruce con el de San Antonio a Guarambaré, donde torciendo rumbo hacia el sur marchó hasta llegar al caer la tarde a tomar posición en orden de batalla en la llanura entre Ypané y Potrero Valdovinos (o Baldovinos).
Caballero no se dejó engañar y tras enviar guerrillas para hostilizar la vanguardia brasilera se replegó hacia el sur, acampando al borde del Potrero Valdovinos sobre el camino que une Villeta con Guarambaré.
Por su parte y luego de felicitar a sus comandantes, López ordenó a Caballero maniobrar entre Itororó y Lomas Valentinas y tomar posición al pie de una colina en la ribera izquierda del río Avaí. Pese a la opinión de Caballero, quien consideraba que la posición, enteramente abierta a diferencia de Ytororó, era indefendible contra fuerzas y artillería superiores y prefería retirarse para ubicarse como vanguardia en Lomas Valentinas, Solano López insistió en defender el puesto secundado por el coronel Germán Serrano, segundo de Caballero.
Al amanecer del día 9 de diciembre de 1868, las fuerzas que habían quedado sobre el puente de Itororó se reunieron con el resto del ejército imperial, el que inició su marcha hacia el puerto Ypané, en la margen izquierda del río Paraguay, donde Caxias esperaba sumar fuerzas adicionales. La vanguardia al mando de João Niederauer Sobrinho, unos 800 hombres de caballería, un batallón de ingenieros, una brigada de infantería con 4 piezas de artillería, era seguida del 3.º cuerpo de ejército con 4 piezas de artillería, el 2.º con 8 piezas y el 1.º con otras tantas, cerrando la marcha la retaguardia con una brigada de caballería.
Las fuerzas imperiales, unos 13 938 hombres, atravesaron el potrero Valdovinos a la vista de la división de Caballero, quien formó su línea y destacó partidas para provocar el combate. Pese a la diferencia de fuerzas a su favor, Caxias rehusó la lucha y se limitó a emplear al batallón 9 de infantería que protegía el flanco produciéndose una escaramuza en Antas mientras el ejército proseguía su marcha arribando a las tres de la tarde de ese mismo día al puerto Ypané, sobre el río Paraguay y en la desembocadura del arroyo Avaí. En medio de una gran tempestad, las tropas acamparon en un potrero próximo a una gran laguna sobre el camino al puerto dejando el arroyo Santa Rosa a sus espaldas.
Durante el resto de la jornada y del siguiente día, la escuadra reaprovisionó al ejército y se le sumaron las divisiones de caballería de Porto Alegre al mando del general José Joaquim de Andrade Neves, Barón del Triunfo, y de João Manuel Mena Barreto.

## Avaý

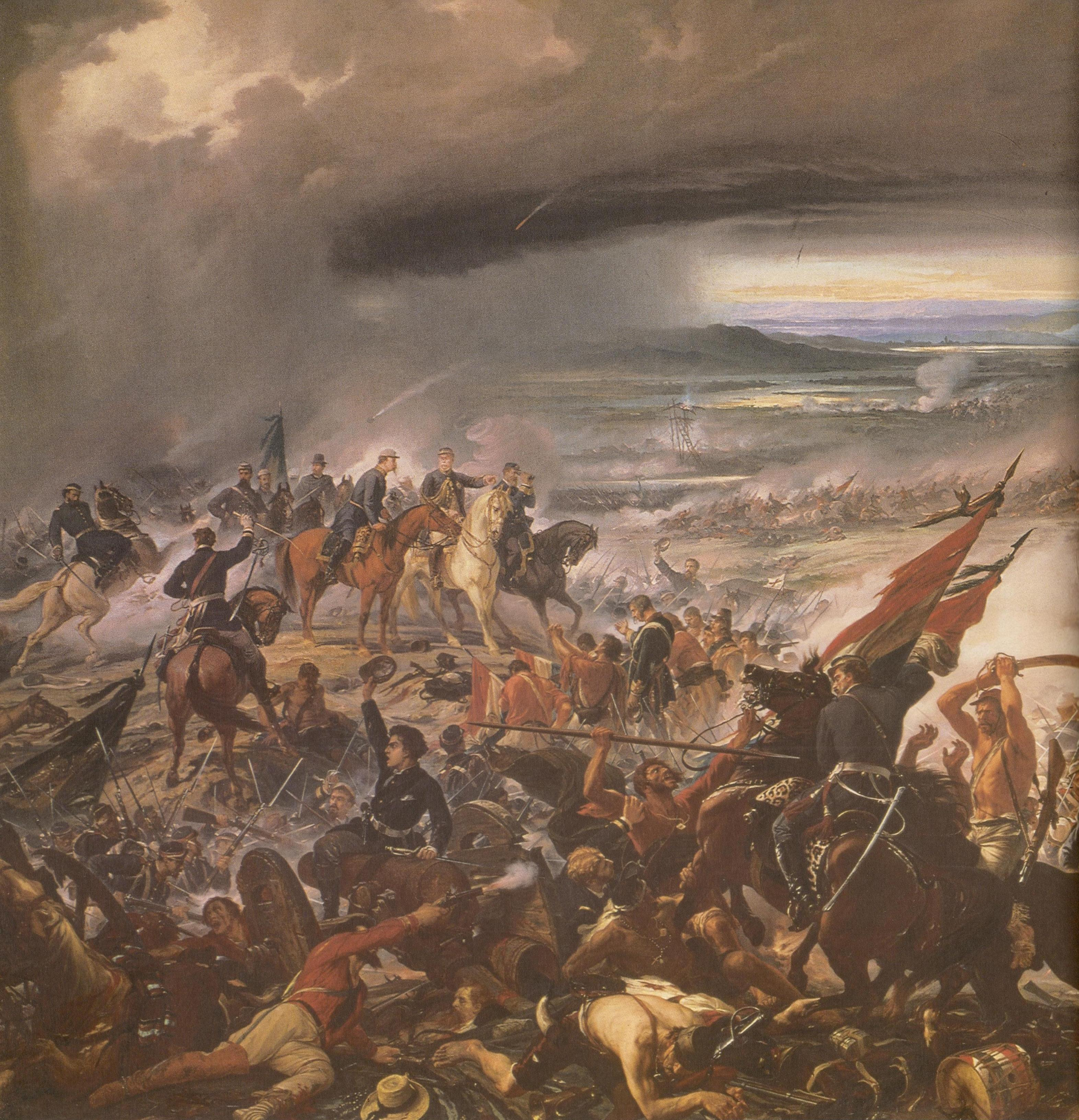
Batalla de Avaý (detalle izquierdo), cuadro de Pedro Américo (1843-1903). Museo Nacional de Bellas Artes (Brasil).

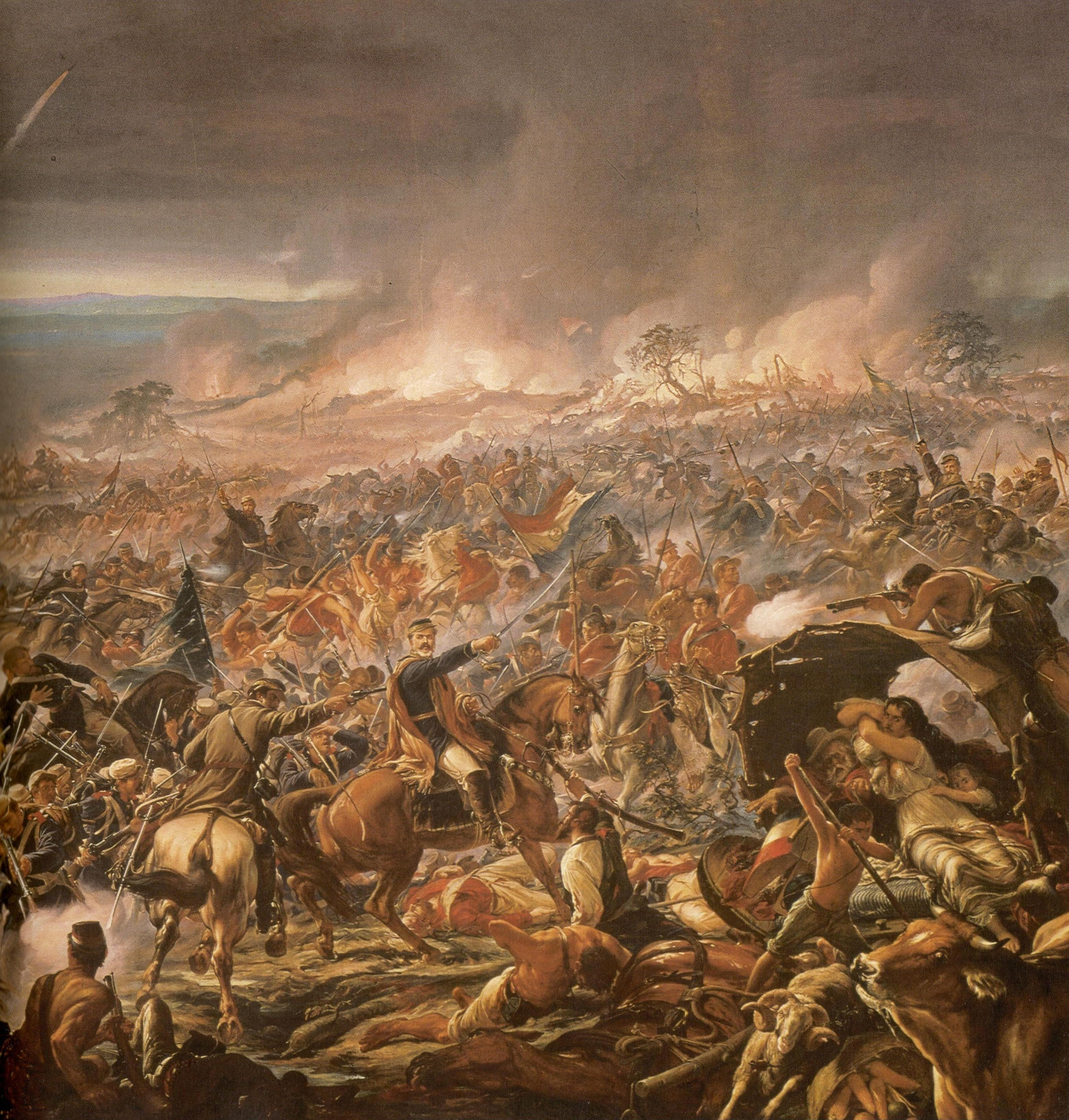
Batalla de Avaý (detalle derecho), cuadro de Pedro Américo (1843-1903). Museo Nacional de Bellas Artes (Brasil).

De acuerdo a sus instrucciones Caballero ocupó su nueva posición en la margen izquierda del arroyo Avaí. Allí fue reforzado por un regimiento de caballería y un batallón de infantería de Villeta, con lo que reunía una fuerza de 5593 hombres con 18 piezas de artillería.
En ese punto, el Avay corre en el centro de un gran valle limitado por dos extensas colinas. Mientras adelantaba frente al paso una batería de 10 piezas y otras de 4 a cada costado, Caballero dispuso sus tropas formando por brigadas en semicírculos a retaguardia de la artillería descansando sobre la colina sur. La exigua reserva permanecía a las órdenes directas de Caballero.
A diferencia de Itororó, la posición a defender podía ser fácilmente flanqueada y envuelta por un enemigo que dispusiera de mayores fuerzas. Asimismo, el vado carecía de mayor importancia al existir numerosos pasos alternativos. Las operaciones que precedieron a la batalla tuvieron lugar en un área aproximada de 30 kilómetros cuadrados de un terreno accidentado, cubierto de bosques en algunos puntos y conocido por los paraguayos, lo que teniendo en cuenta la disparidad de fuerzas hubiera tornado conveniente un uso intensivo de operaciones de guerrilla, lo que no fue aprovechado por Caballero.
Al tener noticias del despliegue paraguayo y decidido a aprovechar el error de sus adversarios, Caxias ordenó el avance. El general argentino Gelly fue prevenido de la operación y suponiendo que López podría verse tentado u obligado a desguarnecer la línea del Pykisirí para enfrentar a Caxías dio órdenes a sus fuerzas en Palmas de prepararse para la acción con el objeto de o bien fijar al ejército paraguayo en sus posiciones o atacar si López pese a todo marchaba a reunirse con Caballero.
En las primeras horas del 11 de diciembre de 1868, el ejército imperial se puso en marcha siguiendo el curso del arroyo Avaý. La vanguardia permanecía al mando del general Manuel Luis Osorio, el centro a las órdenes de los generales Luis Mena Barreto y Bittencourt y la retaguardia al mando de José Joaquim de Andrade Neves y Manuel Mena Barreto con 2500 hombres de caballería. Sumaban en total 17 883 o 18 900 hombres, según las fuentes.
Por su parte, el ejército argentino dejó sus cuarteles en Palmas y tomó posiciones frente a la línea del Pykisirí.
A las 10:30, una lluvia torrencial dificultó el desplazamiento de la infantería por un terreno de esteros y bañados, por lo que solo fuerzas de caballería al mando del general Castro, el regimiento argentino San Martín y la Legión Paraguaya continuaron avanzando, obligando a los piquetes de vanguardia paraguayos a retirarse a las trincheras hasta que encontrándose las avanzadas argentinas ya próximas a las líneas paraguayas se empeñó un fuerte tiroteo.
El avance argentino hizo temer a López que fuera el preludio de un ataque generalizado por lo que renunció a reforzar a Caballero, dispuso concentrar sus fuerzas y envió órdenes a Caballero replegarse a los cuarteles de Itá Ibaté (Lomas Valentinas).
El general paraguayo recibió sus nuevas instrucciones a último momento pero Serrano se opuso a seguirlas, observando que el adversario marchaba ya sobre la posición por lo que careciendo de caballería para asegurar la retirada se arriesgaban a un desastre. Ante las alternativas, Caballero prefirió presentar batalla.
Previendo una retirada, Caxias decidió cerrar el cerco por lo que en mitad de la marcha, cerca del punto denominado Paso Malo, destacó la brigada de caballería al mando de José Joaquim de Andrade Neves sobre un camino que se dirigía a Villeta en la retaguardia de Caballero y a la de Manuel Mena Barreto para que envolviendo el flanco izquierdo paraguayo convergiera en retaguardia con las fuerzas del Barón del Triunfo.
El resto del ejército brasilero tomó posición sobre la pendiente este de la colina que enfrentaba el vado y desplegó su artillería en la cima, dominando de hecho las baterías enemigas.
Mientras se iniciaba el bombardero de las posiciones paraguayas comenzó a caer la lluvia torrencial que disimuló las maniobras de flanqueo de José Joaquim de Andrade Neves y Mena Barreto y dificultó el uso de los fusiles paraguayos, en gran parte de chispa.
Fuera por carecer de avanzadas que percibieran el movimiento enemigo o por otra razón, Caballero no solo no decidió retirarse sino que no tomó medida alguna en previsión de la maniobra que, teniendo en cuenta las fuerzas empleadas y el terreno favorable, acabarían previsiblemente por cercarlo y dejarlo expuesto a una batalla de aniquilamiento.
A las 10 de la mañana, la primera línea al mando de Osorio y compuesta de fuerzas del 3.º cuerpo y de la 5.º división de caballería inició el avance encabezada por los batallones 36, 44, 9 y la división Cámara bajo un violento fuego de fusilería y metralla. Tras conseguir superar el vado, ante las pérdidas sufridas y considerando inminente que sus hombres retrocederían Osorio pidió urgentes refuerzos a Caxias, que envió al resto del 3.º cuerpo de ejército.

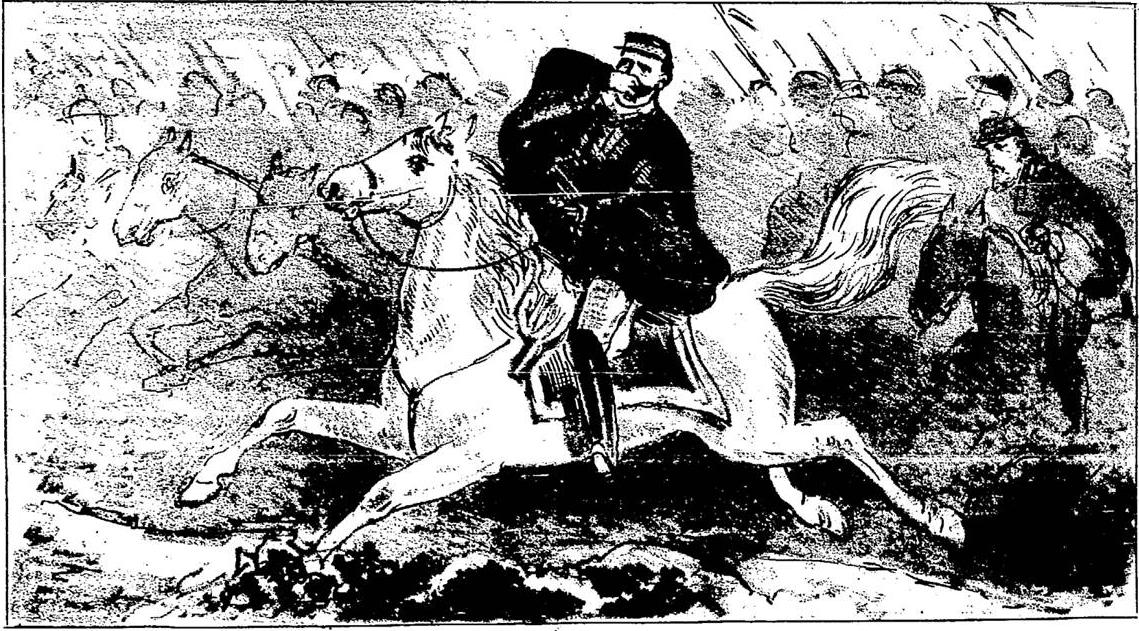
General Osório, aunque herido en la mandíbula inferior izquierda por una bala de fusil, sigue frente a su caballería en persecución de los fugitivos paraguayos.

Al mando del mayor paraguayo Bernal el regimiento 8 efectuó una furiosa carga de caballería sobre los batallones 9 y 15 que intentaban trepar la colina consiguiendo desbandarlos y herir al comandante del 15, Lima Silva. Ante la gravedad de la situación, Osorio arengó a sus hombres incitándolos a avanzar pero una bala le rompió el maxilar izquierdo, debiendo retirarse del frente.
Caxias se puso entonces a la cabeza de las tropas del 2.º cuerpo y de su artillería mandadas por el general Luis Mena Barreto y se lanzó sobre la izquierda paraguaya mientras ordenaba al general Bittencourt que lo siguiera con la reserva.
El avance general hizo retroceder a las tropas de Caballero que abandonando la colina se retiraron a la siguiente altura a su retaguardia abandonando gran parte de su artillería.
Pronto, el 1.º y 2.º regimiento de caballería vadeaban el arroyo Avay envolviendo la derecha paraguaya mientras que aparecían las fuerzas del Barón del Triunfo y Manuel Mena Barreto.
Siendo tan inminente como inevitable el cierre del cerco, Caballero procuró formar en cuadro a los 3500 sobrevivientes, agotados tras tres horas de combate contra fuerzas superiores, escasos de municiones, y con muchas de sus armas inservibles, en gran parte viejos fusiles de chispa.

[En el momento del ataque,] los paraguayos, viéndose perdidos, se desbandaron. Vana precaución: el cuadro de las cuatro puntas se volvió un círculo de matanza; 17 000 hombres embravecidos empezaron la faena al son de ataque [...] Aterrados y anonadados, sin escape, se agrupan entre sí los paraguayos; los más bravos venden cara su vida, otros sucumben sin sentirlo; los niños lanzan las armas y se arrojan a los pies de los soldados brasileros, se arrastran, oprimen sus rodillas, pidiendo compasión. La piedad no da oídos en aquella expansión de odios sin resistencia: los que no mueren por el brazo airado de nuestros aliados, son pisoteados por sus caballos y presentan una masa repugnante, parecían ultimados por las garras de un tigre... Casi todos perecieron, 3500 cadáveres enemigos, enlodados en pantanos color de sangre, yacían amontonados en distintos grupos. Mezcladas allí estaban todas las edades, como si atestiguase aquel acto inhumano la destrucción de un pueblo.

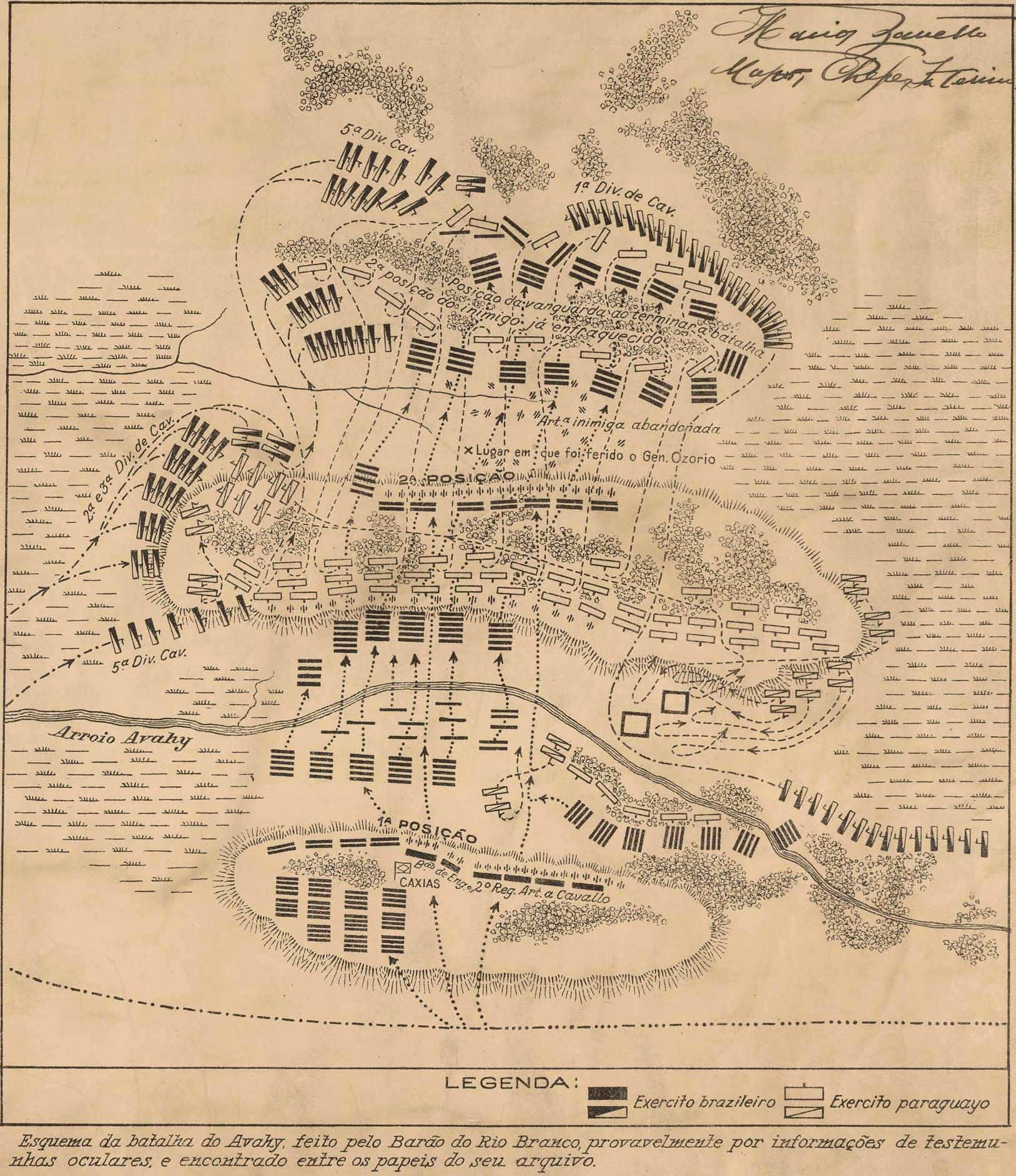
Planta de la batalla.

La caballería argentina mantuvo la presión mayor sobre la línea enemiga durante el resto del día, hasta que la acción en Avaý estuvo asegurada.
López decidió ya demasiado tarde enviar a la reserva compuesta por los batallones 12 (comandante Viveros), 6 (Luján), 7 (Insfrán) y 20 (Aspillaga) al mando del segundo del cuerpo, mayor Patricio Escobar. Sobre la marcha se le incorporó en retirada el batallón 22 (comandante Oviedo), única unidad que sobrevivió a la acción de Avaý, y al conocer la derrota, Escobar dio parte y recibió la orden de replegarse.

## Consecuencias
El combate causó en las filas paraguayas 2000 muertos y 1000 prisioneros, 600 de ellos gravemente heridos y dados por muertos en el campo de batalla. Fueron capturados 18 cañones, 6 banderas y todo el armamento. En palabras del oficial y pintor argentino José Ignacio Garmendia (1841-1925), «Aquello no fue una batalla sino una horrible carnicería».
Entre los prisioneros se contaban los coroneles González y Serrano, el mayor Moreno (jefe de la artillería) y el mayor Mongelós. Caballero, al verse arrancado del caballo, arrojó a sus perseguidores las espuelas de plata y el poncho y aprovechó para huir mientras los soldados se abalanzaban sobre sus prendas.
Al día siguiente de la batalla, Caballero y los pocos oficiales y soldados que habían conseguido huir entre los montes se presentaban en los cuarteles de López. Dos días después, entre 150 y 200 prisioneros fugados aprovechando la negligente guardia brasileña, consiguieron también llegar al cuartel general paraguayo.
Alrededor de 300 mujeres que acompañaban a las tropas paraguayas fueron violadas por los vencedores.
Los brasileros tuvieron 13 oficiales muertos y 27 heridos, y 172 soldados muertos y 550 heridos según cifras oficiales, 1728 (297 muertos) o cerca de 4000 bajas en total según otras fuentes.
Entre los oficiales muertos estaban los tenientes coroneles Francisco de Lima e Silva, comandante del batallón 9 de cazadores, Antônio Luís da Cunha, Luiz Joaquim de Sá Britto, comandante del Regimiento n.º 4 de Cazadores a Caballo, así como el coronel Niederauer, que a consecuencia de la amputación de una pierna falleció al siguiente día, y entre los heridos Osorio y Herculano Sanches da Silva Pedra entre otros.
El argentino Garmendia afirmaría en sus memorias que

Esos hombres tan valientes no tenían conocimientos de los preceptos más sencillos de la guerra; admitir una batalla en campo raso con 5.000 hombres que van a luchar contra 17 000, de los cuales 3000 son de magnífica caballería; es exponerse a que no se escape uno, que fue lo que sucedió.
José Ignacio Garmendia (militar y pintor argentino, 1841-1925)

En efecto, la insistencia de López de sostener una posición indefendible con fuerzas divididas en vez de reunirlas y enfrentar al adversario en un único punto, fuera Pikisirí o el mismo paso de Avaý, o retirarse al este aunque significara ceder Asunción fue la causa principal de la pérdida de su ejército, complementada por la heroica aunque funesta decisión de permanecer en el campo adoptada por Caballero aun cuando era inminente su cercamiento.
En cuanto a los mandos aliados, a diferencia de en el pasado (Itororó, que Garmendia definió como «la intrepidez brutal que se obstina por meterse por un agujero de ratón») o el futuro próximo (batalla de Itá Ibaté), actuaron en esta oportunidad con habilidad, coordinación y rapidez.
Por las características del combate «nunca será la batalla de Avaý la mayor gloria de la Alianza, que los brasileros equivocadamente han inmortalizado. [...] En Avaý aplastó al número, derramando la sangre del enemigo con crueldad inaudita».
En un debate que poco después tendría lugar en el senado brasileño, un congresista coincidiría en que no era una victoria para enorgullecerse: «Estaban a campo raso, teníamos 4000 hombres de caballería de Río Grande, éramos un ejército de 20 000 hombres contra 5000 paraguayos, que fueron aplastados».
Las consecuencias de la derrota fueron desastrosas para López quien perdía en una sola acción casi la tercera parte de sus fuerzas de la línea del Pikisirí, enfrentaba un cerco seguro y cedía al ejército brasilero con la posesión de Villeta una base de operaciones segura y de enlace con la escuadra.
Los brasileños tomaron también como 300 mujeres, que fueron tratadas horriblemente, llegando a ser objeto del más feroz desenfreno:

La soldadesca desenfrenada abrió las válvulas a su feroz lascivia, y estas infelices ―que han visto perecer a sus esposos, hijos y amantes― sufrieron los ultrajes de la lujuria en la noche más oscura de sus penas. ¡No sé cómo no murieron!
José Ignacio Garmendia (pintor y militar argentino, 1841-1925)